# Onze-Lieve-Vrouw van Bijstandkerk (Aalst)
De Onze-Lieve-Vrouw van Bijstandkerk is een rooms-katholieke bidplaats, gelegen aan het Onze-Lieve-Vrouwplein in de Belgische stad Aalst (Provincie Oost-Vlaanderen).

## Geschiedenis
Bij de aanvang van de 20-ste eeuw, toen vele Belgische steden door de bevolkingsaanwas uit hun kern groeiden, bleek ook in Aalst behoefte aan de bouw van meer kerken. Dit was onder meer het geval in de wijk Mijlbeek. Daar woonden, op de rechteroever van de Dender, hoofdzakelijk arbeidersgezinnen in kleine huizen. Het aantal daar wonende Aalstenaren werd geraamd op ongeveer 5000. De levensomstandigheden van de arbeiders waren in die tijd weinig rooskleurig. Een aantal priesters spande zich toen in om die te verbeteren, zo onder meer de Aalsterse priester Adolf Daens, maar ook priester J.S. Lauwereys.
Reeds in 1846 had het bisdom Gent voorgesteld om in de wijk Mijlbeek een parochie te stichten, maar dit voorstel stuitte her en der op onverschilligheid of tegenkanting. Op 1 maart 1898 besliste het stadsbestuur niettemin om grond aan de Moorselbaan te kopen. Zijnerzijds trof het bisdom de nodige voorbereidende maatregelen, en gelaste het Joannes Stanislas Lauwereys (°Ninove , 28-01-1853, † Aalst, 26-12-1928) met de oprichting van de nieuwe parochie, nog voor de eigenlijke kerk gebouwd werd. Aanvankelijk vonden de religieuze diensten voor deze nieuwe parochie plaats in de nabije Sint-Corneliuskapel, die voor dat doel vergroot werd. Op 9 april 1901 stelde bisschop Antoon Stillemans zijn priester Lauwereys officieel aan als pastoor en de stedelijke architect, Jules Goethals (* 1855, † 1918), ontwierp de te bouwen kerk en de bijhorende pastorij.
Ingevolge het drassig karakter van de grond kon de bidplaats, die de eerste neogotische kerk op de rechteroever zou worden  -in tegenstelling tot het voornemen-, niet opgetrokken worden aan de rand van de Moorselbaan. Er werd beslist om het bouwwerk zestig meter verder, in oostelijke richting, te bouwen. Dit had tot gevolg dat er een plein ontstond (het huidige Onze-Lieve-Vrouwplein) tussen de kerk en de Moorselbaan.
20 maart 1902: Aanvang der voorbereidende grondwerken.
Spoedig nadien, reeds op zondag, 28 september van hetzelfde jaar, zegende Monseigneur Stillemans (bisschop van Gent) de eerste steen van het hoogkoor. Dit ging gepaard met opmerkelijke en massale feestelijkheden: overal werden vlaggen en wimpels uitgehangen, bloemen en lover tooiden de gevels. Een stoet trok voorbij de nieuwe kerk: praalwagens, ruiters, gilden, schoolgroepen, zoeaven... Vreugde en muziek alom.
Bij deze wijdingsplechtigheid sprak Mgr. Stillemans onder meer de volgende woorden: "Dank aan u allen voor uwe liefderijke en zoo eenparige toejuichingen, dank aan 't Stadsbestuur voor zijne milde medewerking, dank aan den heer pastoor voor zijnen onvermoeibaren iever, en weze de kerk voor u allen en uwe huisgezinnen eene bron van geluk en zegeningen..."

Een gedenksteen -geplaatst in het portaal, nabij de ingang- herinnert aan de burgerlijke en kerkelijke betrokkenen van het eerste uur:
"Deze kerk is gebouwd in het jaar 1902.

M. L. Gheeraerdts, Burgemeester - L. Meert-Schuer-

mans, Bon L. Bethune, Victor De Gheest, Felix De

Hert, Schepenen en O. Reyntens, Secretaris.

S. Lauwerys, Pastoor.

Julius Goethals, bouwkundige.

Van Pottelbergh, Broeders.

Aannemers."
Door de verbazingwekkende snelle vorderingen van het werk kon pastoor Lauwereys op zaterdag 27 juni 1903, de laatste steen leggen.
Twee maanden later, op dinsdag, 1 september 1903, werden de drie klokken gewijd door Z.E.H. Kanunnik Thibaut van de Sint-Martinuskerk ter stede.

Zij waren alle geleverd door het huis Felix Van Aerschodt, in de Leopoldstraat te Leuven:
- de zwaarste klok, 1220 kilogram, werd toegewijd aan het H. Hart van Christus. Burgemeester Gheeraerdts nam het peterschap waar, en mevrouw Charles De Vis-De Cock werd meter.
- de tweede klok, 860 kilogram wegende, werd toegewijd aan Onze-Lieve-Vrouw van Bijstand. Peter werd de heer Eduard Muylaert, voorzitter van de Kerkraad, en mevrouw De Bruyn-Van Cauter werd meter.
- de kleinste klok, 540 kilogram, werd opgedragen aan Sint-Jozef. Baron Leon de Bethune werd peter en mevrouw Jan Moyersoen-Van den Hende meter.

Nog een maand later, op zondag, 27 september 1903, werd de kerk door Mgr. Stillemans feestelijk ingezegend.
Voor de levering van het kerkmeubilair werd de gelauwerde beeldende kunstenaar Remi Rooms uit Gent aangezocht. Hij had de Eerste Prijs gewonnen in het zevende jaar "Sint-Lucasschool" (Gent),  met het werk: "De dood van Onze-Lieve-Vrouw".
Op dinsdag, 20 december 1904 werd -gelijktijdig met Lauwereys' jubileumviering van "25 jaar priester"- de afwerking van het hoogaltaar (oeuvre van Remi Rooms) gevierd. Dit stuk werd geschonken door Mevr. Lossie-Van de Velde, uit St-Niklaas.
Het interieur was toen bijlange na niet voltooid.
Gedurende zijn langdurig priesterschap (wijding op 20 december 1879) gaf pastoor Lauwereys blijk van ernstige bekommernis om de gemeenschap. Zo beijverde hij zich voor de oprichting van een boerenbond, dag- & avondscholen, instellingen voor maatschappelijk nut, zowel ten bate van jongeren als ouderen, alsook tijdelijke huisvesting. Hij droeg ook bij tot de oprichting van ‘t hospitaal dat later zou uitgroeien tot het huidige Onze-Lieve-Vrouwziekenhuis (schuin tegenover de kerk).
Tijdens de Eerste Wereldoorlog ontvluchtte hij geenszins het oorlogsgeweld maar bleef trouw in de parochie aanwezig, en nadat de wapens zwegen nam hij in augustus 1919 met de volgende woorden het initiatief om een monument ter nagedachtenis van de oorlogsslachtoffers te laten oprichten: “Op den dag van het bombardement, toen wij in doodsgevaar verkeerden, deed ik de belofte het beeld van het Heilig Hart in ’t openbaar te vereeren, indien wij gespaard bleven...”.
“Uit dankbaarheid voor de groote offers in dezen oorlog gebracht door de gesneuvelde soldaten, de gemartelde burgers en opgeeisschten onzer stad en tot eeuwig aandenken aan onze geliefde helden”.
Zodoende werd een Heilig Hartbeeld ontworpen door beeldhouwer Aloïs De Beule uit Gent, en in brons gegoten door Karel Vindevogel uit Gentbrugge. Dit gedenkteken draagt de volgende tekst: "Dank aan het H. Hert van Jesus - 1914-1918 - Heer verleen de eeuwige rust aan onze gesneuvelden en opgeëischten". Het werd op een sokkel in grijze steen, op het plein voor de kerk onthuld door Monseigneur Seghers, Bisschop van Gent. Dit gebeurde op maandag, 5 april 1920 (Paasmaandag). Op de sokkel staan de namen vermeld van 10 opgeëisten, 10 burgers en 40 soldaten, allen plaatselijke inwoners.
Omstreeks 1928 zou de binneninrichting van de kerk voltooid worden, toen Eerwaarde Heer Lauwereys (kort voor zijn overlijden) zelf het schilderen van het hoogkoor bekostigde.
Voor zijn onverdroten inzet werd hij gelauwerd met het Burgerlijk Ereteken 1-ste en 2-de klas, de titel "Ridder in de Leopoldsorde", en het "Ereteken der mutualiteit". Te zijner ere werd op een boogscheut van het kerkplein de "Pastoor Lauwereysstraat" naar hem genoemd.
Gedurende de Tweede Wereldoorlog eiste de Duitse bezetter de klokken op, ingevolge zijn behoefte aan metaal voor de productie van oorlogsmateriaal.
Om die reden werden de twee grootste klokken (H. Hart, 1220 kg, en OLV van Bijstand, 860 kg) aangeslagen. Zij werden op 2 juli 1943 weggevoerd en naar de smeltkroes gezonden. 
Tijdens de herstelperiode van het land na de vijandelijkheden, werd in 1960 aan tien klokkengieters een bestek gevraagd voor de levering van twee nieuwe exemplaren.
Gieterij Sergeys uit Leuven verwierf ten slotte de bestelling. De nieuwe H-Hart-klok had een gewicht van 1250 kg en kreeg als peter en meter het echtpaar Jozef Bessems-Van Vlasselaer Germaine; voor de andere, met een gewicht van 940 kg, werd het peter- en meterschap waargenomen door Jozef De Bondt-De Wolf Augusta.
Gelet op de monumentale waarde van het gebouw heeft -in september 2013- de toenmalige Vlaamse Minister van Onroerend Erfgoed, Geert Bourgeois, de voorlopige bescherming goedgekeurd.

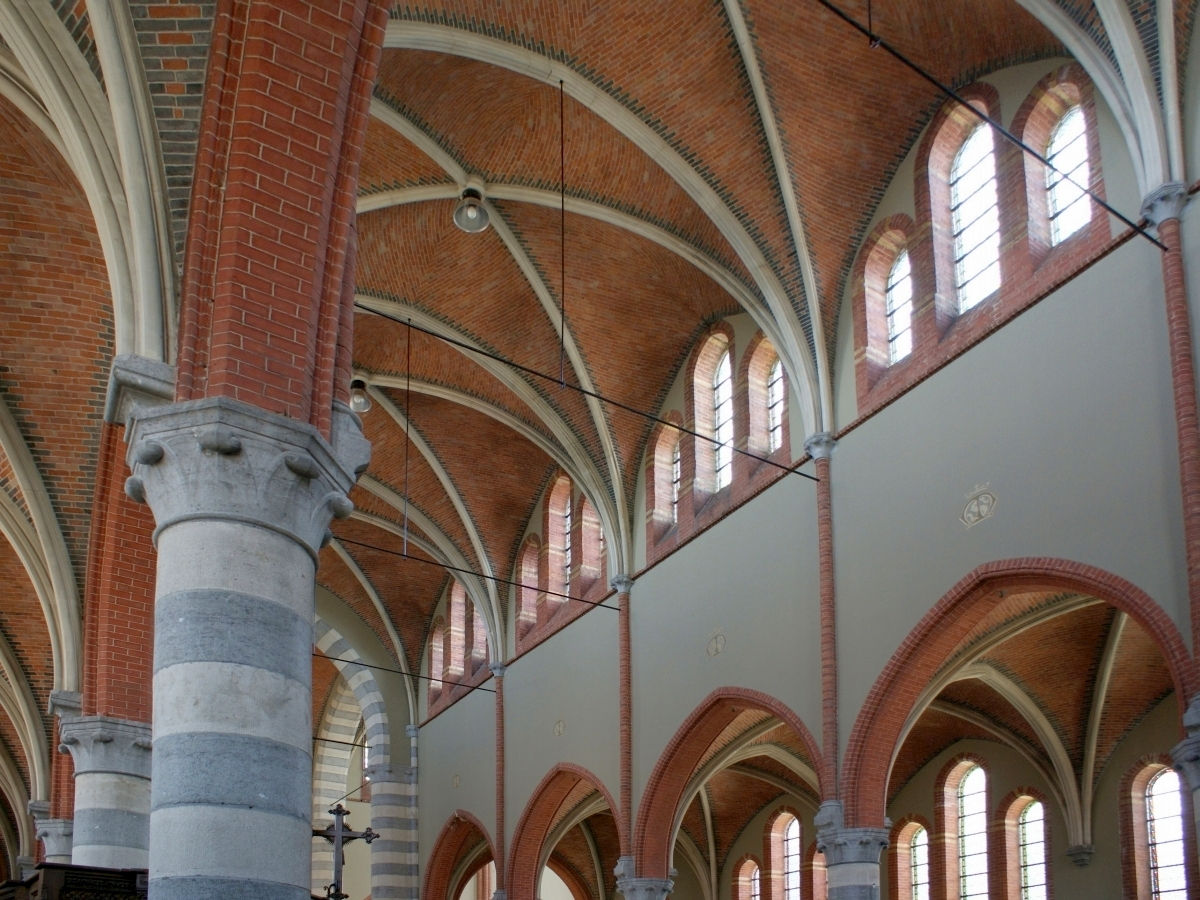
Pilaren met bladkapitelen, vervaardigd uit arduin en witte steen. Gewelven opgebouwd uit rode baksteen, met randen in zwarte steen.

## Architectuur
De kerk is gebouwd in de neogotische stijl die op het einde van de 19-de eeuw en het begin van de 20-ste eeuw veel opgang maakte.
Zij bestaat uit een middenbeuk met twee zijbeuken, een kruisbeuk, een koor, twee aansluitende koorkapellen en een octogonale vieringtoren met spits. In de linkerkoorkapel is er een toegang tot de sacristie.
Als bouwmateriaal werd okergele baksteen in allerlei schakeringen, afgewisseld met licht rode baksteen, gebruikt.
De pilaren met bladkapitelen zijn vervaardigd uit arduin en witte steen. De gewelven werden opgebouwd uit rode baksteen, met randen in zwarte steen.
Olijfgroene verf bedekt de met pleisterkalk bezette muren.
De combinatie van de gebruikte tinten en de aanwezigheid van lancetvensters, zowel in de middenbeuk als in de twee zijbeuken, resulteert in een zeer helder interieur.

## Interieur

### Doopkapel
Bij het binnenkomen via de hoofdingang, ziet men in de linkerhoek (noordwaarts) dadelijk de doopkapel.
Dit vertrek is verlucht met drie glasramen, geplaatst in 1904:
- links: een voorstelling van de bekende geloofsverkondiger Sint-Amandus, geschonken door de heer Carolus Collin.
- in het midden: een toepasselijke verbeelding van het "Doopsel van Christus door Joannes de Doper". Dit raam was een schenking van de heer Ser. De Bruyn-Van Cauter.
- rechts: een afbeelding van de H. Ursmarus, geschonken door Etienne & Georges Eeman.

De doopvont werd in 1905 in grijze arduinsteen gekapt door Remi Rooms. Ze werd onafgewerkt geplaatst op 7 april. De afwerking gebeurde een jaar later, in april 1906. Op de zijvlakken ziet men voorstellingen van de vier evangelisten. De kuip is afgesloten door een deksel, in 1906 uit messing gemaakt door de gentenaar Alfons Geeraert.

### Linker- & rechterzijbeuk

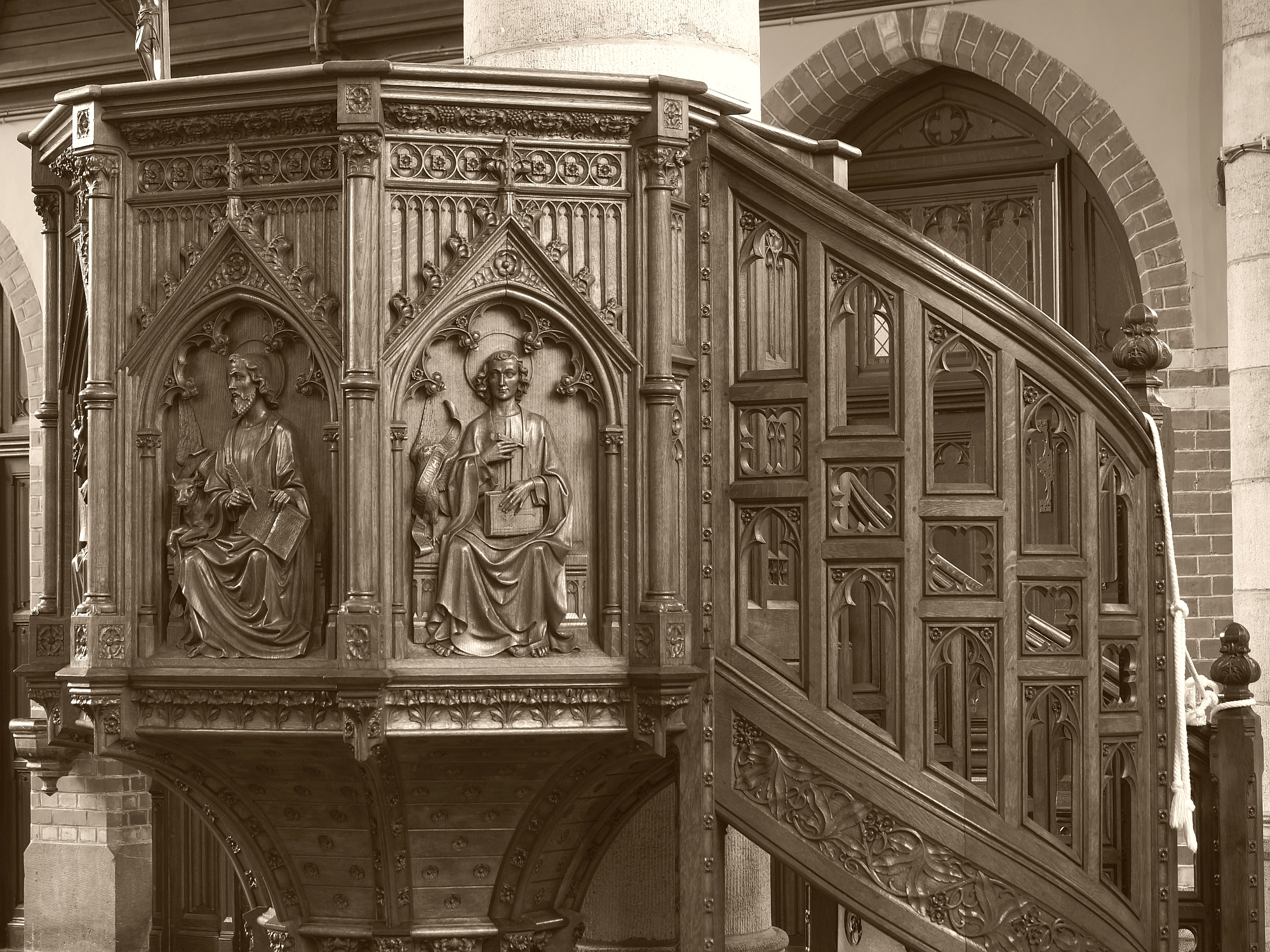
Preekstoel gebeeldhouwd door Remi Rooms.

- In de beide zijbeuken treft men vier biechtstoelen aan van het half-open type. Daarvan is er een vervaardigd door Remi Rooms' atelier (geplaatst in juni 1904); de drie andere (gebouwd in maart 1905) zijn het werk van de Aalsterse beeldhouwer Rob. Van Caelenberg. Op de zijkanten, boven, nabij de kraag, werden latijnse teksten gebeiteld.
- In de overgang van de linkerzijbeuk naar de middenbeuk staat de houten preekstoel. Dit meubel is afgewerkt met figuren die Christus en de vier evangelisten voorstellen. Het houtsnijwerk is van de hand van Remi Rooms.
- De muren zijn verfraaid met schilderijtjes op messing, die de kruisweg voorstellen, evenals de lijdensweg van Christus‘ moeder: Maria. De achtergrond van messing geeft aan deze werken een heel apart voorkomen. De kruisweg werd geleverd in het voorjaar van 1908, en de  "7 Weeën van OLV" in januari 1909. Deze stukken zijn het oeuvre van Leo Steel (* 1878, † 1938), toentertijd de bekendste en meest talentvolle kunstenaar uit Sleidinge, die onder meer ook de Sint-Vincentiuskerk van Eeklo versierde.
- In de linkerzijbeuk, nabij de viering, ziet men een voorstelling van Maria, Mater Dolorosa: de uitbeelding van het moederlijden.
- In de rechterzijbeuk, ongeveer op gelijke afstand ten overstaan van de viering, staat een beeld van Sint-Cornelius.

### Kruisbeuk
- In de linkerarm van de kruisbeuk staan enkele heiligenbeelden opgesteld, onder meer de H. Wivina. Hier is het belangrijkste element een in 1906 door Remi Rooms gebeeldhouwd altaar dat toegewijd werd aan Sint-Antonius van Padua. De warme houtkleur van het drieledige eiken retabel domineert het geheel. Het stelt taferelen voor uit het leven van de genoemde heilige, onder meer hoe hij zijn leefregel verklaart aan paus Gregorius IX: “Regulam defendit”...”De regel verdedigd...”.
- In de rechterarm staat het altaar van de H. Andreas Avellinus. Dit houtsnijwerk, in 1907 gemaakt door Remi Rooms, is gebouwd op dezelfde wijze en in dezelfde stijl als het Sint-Antoniusaltaar. Aan de linkerkant stelt het de priesterwijding van Andreas Avellinus voor,  met het onderschrift “Tu es sacerdos in aeternum” “Gij zijt priester in eeuwigheid”. Op de rechterkant ziet men hoe hij een laatste keer de hostie ontvangt, op de dag van zijn overlijden. Vlak bij staan nog enkele beelden, zo onder meer van het Heilig Hart alsook van de  Pastoor van Ars.

### Viering
Sedert het Tweede Vaticaans Concilie wordt gebruikgemaakt van een altaar waarbij de priester het aangezicht naar de aanwezigen richt. Conform met deze regel werd in 1967 een eikenhouten altaar centraal in de viering geplaatst. Het is opgebouwd uit enkele delen van de originele communiebank uit 1905, die destijds een totale lengte had van 16 meter, en gemaakt werd door Remi Rooms.
De overblijvende delen van deze bank bevinden zich nog steeds tussen de viering enerzijds, en anderzijds het koor en de koorkapel van Sint-Jozef. Dit meubel is onder meer verfraaid met religieuze figuren en voorstellingen uit het leven van Christus. Zo ziet men bijvoorbeeld de ‘’Vermenigvuldiging van de Broden’’, het ‘’Laatste Avondmaal’’, en de ‘’Aanbidding van het Lam Gods’’...
In de hoogte, onder het centrale gewelf, valt een groot en indrukwekkend missiekruis op, dat op 20 september 1903 geschonken werd door de Broederschap van de Hallebedevaarders.

### Koorkapellen

#### Onze-Lieve-Vrouwkapel (Links)
Deze kapel werd anno 1967 bij middel van glazen wanden afgezonderd van het koor en van de viering, met een kleinere, meer intieme afgesloten ruimte als resultaat. De aanpassing werd uitgevoerd door het atelier Bessers.
Thans wordt dit vertrek benut als weekkapel. Aan de ingang ervan ziet men een gepolychromeerd beeld dat Christus Koning voorstelt, waarbij de overvloedige haardos en de wijnrode mantel opmerkelijke accenten leggen.
Het op 17 juni 1904 door Remi Rooms geplaatste altaar, werd in de beginperiode van de kerk ten dele betaald met de opbrengst van omhalingen bij de parochianen. Voor het overige deel werden bijdragen van de stad, het provinciebestuur en de staat aangewend. De gebeeldhouwde figuren op dit altaar werden door de heer Janssens uit Gent beschilderd. Door het gebruik van een aantal kleuren wijkt het beduidend af van de twee altaren in de kruisbeuk.
Het retabel stelt enerzijds de boodschap voor van de engel Gabriël aan Maria, en anderzijds haar kroning.
De drie glas-in-loodramen in deze kapel stellen taferelen uit het leven van Maria voor, alsook gebeurtenissen uit het leven van Christus, die een belangrijke invloed hadden op Maria's leven.
Zo ziet men onder meer de:
- blijde boodschap;
- geboorte van Christus;
- opdracht in de tempel;
- beproeving;
- plaatsing van de doornen kroon;
- ontmoeting van Christus met zijn moeder;
- hemelvaart van Maria.

Deze vensters werden geleverd in juni 1905. Het linkse en het middelste waren een gift van Felix De Hert-Marie De Coen,  en het rechtse werd door Edward Muylaert-Maria Vander Meersche geschonken.

#### Sint-Jozefskapel (Rechts)
Nabij de toegang tot deze kapel bemerkt men rechts in de muur een nis waarin een Mariabeeldje contrasteert met het enige overblijfsel van de originele neogotische muurschildering.
Het altaar van de Sint-Jozefskapel was een schenking van Eerwaarde Heer De Meerleer, pastoor te Sint-Niklaas (Waas), en werd geplaatst tijdens de eerste week van juni 1904.
Tijdens de maanden mei en juni 1905 werd het retabel (oeuvre van Remi Rooms) door de heer Janssens (uit Gent) op dezelfde wijze beschilderd als het Onze-Lieve-Vrouwe-altaar, met een zekere stijlgelijkenis tot gevolg. 
Rondom het centrale beeld van Sint-Jozef en het Kindje Jezus, ziet men links de scène van de ‘’Vlucht naar Egypte’’, en rechts het ‘’Gezinsleven van Maria, Jozef en Jezus’’.
De glas-in-loodramen stellen onder meer voor:
- de verbintenis van Sint-Jozef met Maria;
- het overlijden van Jozef.

Deze vensters werden in juni 1905 geplaatst: het middelste als gift van de heren Abel de Clippele en Augustus De Schaepdrijver; de twee buitenste werden anoniem aangeboden.

### Hoogkoor

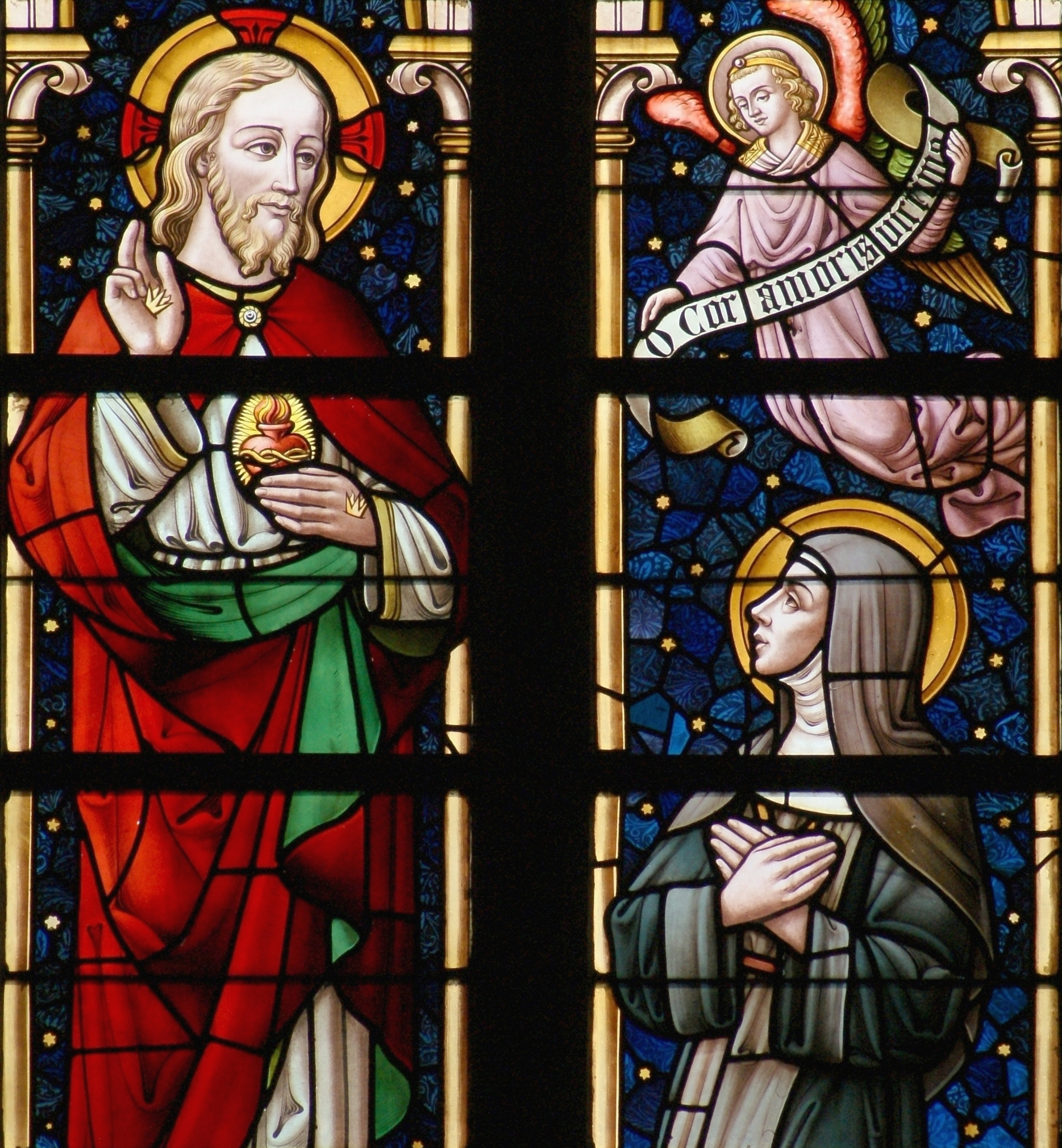
Christus' Heilig Hart en de H. Margareta Alacoque.
Glas-in-lood (detail van het lancetraam) geschonken door pastoor Lauwereys ter gelegenheid van zijn zilveren jubileum, en vervaardigd door glazenier Joseph Casier.

Het hoofdaltaar, net zoals de andere altaren, is gebouwd door Remi Rooms (anno 1904). Het is vervaardigd uit witte gepolijste steen, fragmentarisch beschilderd door Janssens uit Gent.
Op de altaartafel staat, in het midden, het tabernakel waarvan de messing-deurtjes vervaardigd zijn door de heer Alfons Geeraert. Zeer toepasselijk is op het linkerdeurtje een kelk met hostie en bloemmotieven afgebeeld, terwijl op het rechterdeurtje een pelikaan met zijn kroost prijkt.
Links van het tabernakel werd de "Aanbidding door de Drie Wijzen" gebeiteld, en rechts het "Laatste Avondmaal". Erboven is de "Dood van Christus op het kruis" afgebeeld.
Onder de altaartafel, tussen vier zuiltjes, zijn drie scènes uit het Oude Testament in mozaïek weergegeven: links het "Offer van Abel", in het midden het "Offer van Melchisedech", en rechts het "Offer van Abraham".
Het neogotische houten koorgestoelte, links en rechts in het koor opgesteld, dateert uit 1905 en is eveneens gemaakt door het atelier van Remi Rooms.
Het zonlicht schijnt in het hoogkoor door vijf hoge lancetramen, waarin vrijwel levensgrote afbeeldingen zichtbaar zijn:
- uiterst links: Carolus Borromeüs, Joanna de Chantal, Benedictus en Melania. Dit raam werd in juli 1906 geschonken door Petrus Moens en Melania De Coninck;
- links: Camillus (de Bellis), Petrus pontifex maximus, Alphonsus de' Liguori en Antonius van Padua. In 1904 geschonken door mevrouw Camilia De Schaepdrijver-Moens;
- midden: Christus' Heilig Hart en de H. Margareta Alacoque, Maria en Jozef. Geschonken door pastoor Lauwereys op 20 december 1904 ter gelegenheid van zijn zilveren jubileum;
- rechts: Paulus, Adelaïda, Leo Pontifex Maximus en Felix Valensis. In 1904 geschonken door baron Leon de Bethune en zijn familie;
- uiterst rechts: Monica, Augustinus, Andreas Avellinus en Elisabeth. In juli 1906 geschonken door de heer Jean-Baptist Moyersoen -en Maria Carolina Van den Hende.

Bovenvermelde glas-in-loodramen werden te Gent vervaardigd door glasschilder Joseph Casier (°Gent 31 maart 1852, †Gent 15 december 1925), in de werkplaats die hij anno 1895 had overgenomen van Arthur Verhaegen.

### Orgel

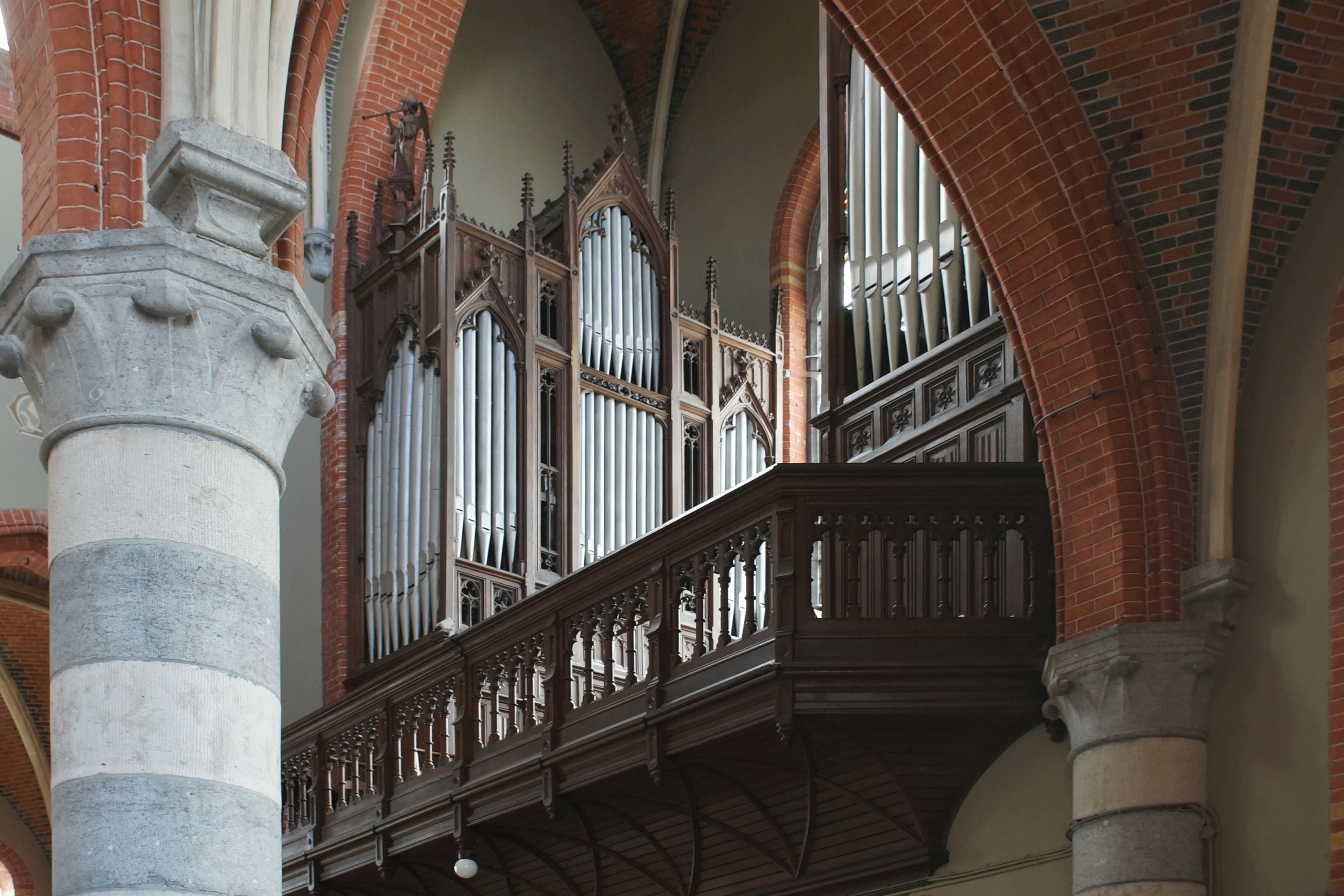
Vereecken-orgel in de kerk van OLV van Bijstand.

Het orgel werd in februari 1910 geleverd door drie gebroeders -orgelbouwers met ervaring- van de familie ‘’Vereecken’’:
- Felix (66 jaar),
- Joannes (64 jaar), en
- Petrus (59 jaar).

Zij bouwden het in hun atelier aan de Kerkstraat, in de naburige gemeente Gijzegem. Het was een van de laatste door hen gebouwde instrumenten. 
Dit orgel had een bijzonderheid die door de gebroeders Vereecken zelden werd toegepast, namelijk de zogenaamde ‘’gedeelde’’ bouw. Daarbij werd een helft van het orgel tegen de ene zijmuur van het doksaal geplaatst, en de tweede helft tegen de andere zijmuur, op een zodanige wijze dat het venster vrij bleef.
De kast is opgebouwd uit eikenhout, met snijwerk van de plaatselijke kunstenaar Robert Van Caelenbergh (Aalst).
De Vereecken-orgels stonden bekend om hun degelijkheid. De gemeente Gijzegem betoonde eer aan deze instrumentenbouwers door de Kerkstraat te hernoemen als ‘’Vereeckenstraat’’.